# Mk33
Az Mk33 vagy DH 30 M egy keskeny nyomtávú ipari dízelmozdony volt, amelyet a Diósgyőri Vasgyárban használtak 1974. és 1990. között.

## Története
A mozdonyokat a Diósgyőri Vasgyár a kiöregedett gőzmozdonyaik leváltására rendelte meg a román Augusztus 23. Művekből (itt készültek a MÁV Mk45, M43 és M47 típusú mozdonyai is). A 3 jármű 1974-ben érkezett meg az üzembe, s még ebben az évben szolgálatba is állították őket. Sajnos az 1990-es évek gazdasági válsága miatt a mozdonyokat leállították, az Mk33-02 psz. gépet még 1988 októberében selejtezték és elbontották. 1990-ben a diósgyőri gyár selejtezte a másik két mozdonyt is, majd 1994. körül szétvágta azokat.

## Érdekesség
Az Mk33 sorozatjelet bár a MÁV szabványok figyelembevételével kapták a gépek, de a MÁV-tól függetlenül, csak belső, gyári számként. (A kétszámjegyű sorszám már nem is felel meg a MÁV pályaszámoknak.) Ezen számok mellett volt a gépeknek egy általános ipari számuk is, rendre B 30 2001 - 2003. A két azonosító egyidejűleg létezett.